# Лопес Нуньес, Микель
Ми́кель Ло́пес Ну́ньес (исп. Michel López Núñez; 5 ноября 1976, Пинар-дель-Рио) — кубинский боксёр тяжёлой весовой категории, выступал за сборную Кубы в середине 2000-х годов. Бронзовый призёр летних Олимпийских игр в Афинах, обладатель серебряной медали Панамериканских игр, чемпион Игр Центральной Америки и Карибского бассейна, победитель многих международных турниров и национальных первенств.

## Биография
Микель Лопес Нуньес родился 5 ноября 1976 года в городе Пинар-дель-Рио одноимённой провинции. Первого серьёзного успеха на международном уровне добился в 1994 году, когда завоевал золотую медаль на юниорском чемпионате мира в Стамбуле, в том числе в финале взял верх над украинцем Владимиром Кличко, будущим многократным чемпионом мира среди профессионалов.
Однако из-за слишком высокой конкуренции в команде Лопес Нуньес долгое время не мог закрепиться в основном составе, в зачёте национального первенства часто проигрывал таким боксёрам как Алексис Рубалькаба и Одланьер Солис. В 2003 году он наконец заслужил право представлять страну на крупных международных турнирах и побывал на Панамериканских играх в Санто-Доминго, откуда привёз награду серебряного достоинства — в финальном матче супертяжёлого веса проиграл американцу Джейсону Эстраде.
Благодаря череде удачных выступлений удостоился права защищать честь страны на летних Олимпийских играх 2004 года в Афинах — в своей турнирной сетке со счётом 18:13 победил узбека Рустама Саидова, затем в четвертьфинале со счётом 21:7 взял реванш у Эстрады, но в полуфинальной стадии со счётом 16:18 потерпел поражение от египтянина Мухаммеда Али.
После афинской Олимпиады Микель Лопес Нуньес остался в основном составе кубинской национальной сборной и продолжил принимать участие в крупнейших международных турнирах. Так, в 2006 году он выступил на Играх Центральной Америки и Карибского бассейна, где одолел всех своих соперников в тяжёлой весовой категории и стал таким образом чемпионом. В последующие годы конкурировал с молодым Робертом Альфонсо и уступил ему в конкурентной борьбе, дважды проиграв в финале национального первенства. В 2008 году принял решение завершить спортивную карьеру.
Его младший брат Михаин — известный борец греко-римского стиля, пятикратный олимпийский чемпион и многократный чемпион мира.